# 山下善寛
山下 善寛（やました よしひろ、1940年9月18日 - ）は、日本の環境研究家。元チッソ従業員。熊本学園大学水俣学研究センター客員研究員。

## 概要
朝鮮感州郡興南邑九竜里に生まれる。父親は日本窒素肥料（現・チッソ）の従業員で、興南工場に奉職していた。1956年、水俣市立水俣第一中学校卒業。同年5月21日付で新日本窒素肥料（現・チッソ）水俣工場に入社。同時に熊本県立水俣高等学校の定時制に入学。
同社の労働組合執行委員長として水俣病裁判を支援。水俣の環境修復などについて研究しており、講演などの活発な活動をしている。大阪水・土壌汚染研究会、化学物質問題市民研究会などにエコツアーガイドとして参加。
水俣の暮らしを守る!みんなの会所属、企業組合エコネットみなまた代表理事、一般財団法人水俣病センター相思社監事。

## 略歴
- 1956年（昭和31年）5月 - 新日本窒素水俣工場・繊維試験課入社。
- 1959年（昭和34年）1月 - 新日本窒素水俣工場・技術部勤務。
- 1960年（昭和35年）8月～ - 水俣奇病研究関連の仕事（熊本大学・県などへの試料提供など）。
- 1968年（昭和43年）6月 - 水俣支社・水俣工場技術課勤務。
- 1969年（昭和44年）11月 - 家庭待機（6ヵ月間、賃金60%＝第一組合73人、第二組合20人）。
- 1970年（昭和45年）11月 - 総務部勤労課付（仕事与えられず別室へ）。
- 1971年（昭和46年）5月 - チッソ株主総会へ水俣病患者を背負って参加。
- 1974年（昭和49年）8月 - 水俣工場・技術部技術課勤務。
- 1992年（平成4年）6月1日 - 水俣製造所・品質保証部（検査担当）勤務。
- 2000年（平成12年）9月30日 - チッソ退職（勤続44年6ヵ月）。水俣病患者ほか障害者の働く「ほっとはうす」運営委員